# Гений (фильм, 2016)
«Гений» (англ. Genius) — американо-британский биографически-драматический фильм, снятый Майклом Грандаджом по роману «Макс Перкинс: Редактор гения» (1978) Эндрю Скотта Берга. Мировая премьера ленты состоялась 16 февраля 2016 года на Берлинском международном кинофестивале.

## Сюжет
1929 год. Несколько издательств Нью-Йорка отказались рассмотреть книгу начинающего писателя Томаса Вулфа, и его последняя надежда — издательство Scribner’s. Редактору Максвеллу Перкинсу понравилась работа, и он сразу же выписывает Вулфу аванс. Однако он оговаривает значительное сокращение объёма будущего романа. Книга «Взгляни на дом свой, ангел» становится бестселлером и делает имя писателю. Вулф, демонстрируя невероятную работоспособность и настрой, в кратчайшие сроки пишет следующую книгу. Редактор сталкивается с той же проблемой. Пять тысяч страниц рукописи необходимо сократить до приемлемого размера. Два года писатель и редактор, пожертвовав всем, осуществляют безжалостную правку. Писатель ссорится с любимой женщиной Элин Бернстайн, доходит до психологического истощения, но следующий роман «О времени и о реке» выходит в свет и производит фурор у критиков. Вулф посвящает роман Перкинсу.
Вулф уезжает в Европу отдохнуть. После возвращения он полон планов. Однако известность, сложный характер Вулфа, пристрастие к алкоголю приводят к ссоре с Перкинсом. Он также расстаётся с Элин. В разговоре со Скоттом Фицджеральдом Вулф обвиняет Перкинса в том, что он искалечил его книги. Вулф получает предложение от другого издательства. Максвелл переживает и не может прийти в себя после размолвки. Вскоре он узнаёт о том, что у Вулфа обнаружен туберкулёз головного мозга. Спустя несколько недель писатель скоропостижно умирает. Перед смертью Вулф пишет письмо Перкинсу и просит у него прощения за свои слова и поступки.

## В ролях
- Колин Фёрт — Максвелл Перкинс
- Джуд Лоу — Томас Вулф
- Николь Кидман — Элин Бернстайн
- Гай Пирс — Фрэнсис Скотт Фицджеральд
- Доминик Уэст — Эрнест Хемингуэй
- Лора Линни — Луиза Сондерс
- Ванесса Кирби — Зельда Фицджеральд
- Макенна МакБраерти — Нэнси Перкинс

## Производство
Основные съёмки начались 19 октября 2014 года в Манчестере и завершились 12 декабря того же года.

## Релиз
Фильм вышел в прокат 10 июня 2016 года. Мировая премьера ленты состоялась 16 февраля 2016 года на Берлинском международном кинофестивале.

### Критика
Фильм набрал 52 % на портале Rotten Tomatoes на основе 111 обзоров, средний рейтинг 5,9 из 10. Общий комментарий: «Фильм затрагивает важные темы, но несмотря на все усилия, нужного эффекта не достигает».
В обозрении «The Guardian» сказано: «В дебютном фильма Майкла Грандаджа, рассказывающем о взаимоотношениях Томаса Вулфа и редактора Максвелла Перкинса, актёры переигрывают, картинка чересчур стилизована, не хватает деликатности», а обозреватель «The Independent» отметил, что «актёрская игра и сценарий больше подходят театральной сцене».
Питер Дебрюге из Variety высказал мнение: «Хотя скучный, темно-коричневый гений Майкла Грандаджа делает все возможное, чтобы отдать должное роли редактора в формировании великих романов века, никому не интересно наблюдать, как кто-то размахивает красным карандашом над стопкой страниц, которые станут романом Томаса Вулфа „Взгляни домой, Ангел“, даже если упомянутым редактором будет великий Максвелл Перкинс. Хотя задействованный талант должен привлечь толпы, результат скорее похож на жизнь цветка, зажатого между страницами Ангела 87 лет назад».